# Vémars
Vémars és un municipi francès, situat al departament de Val-d'Oise i a la regió d'Illa de França. L'any 1999 tenia 2.058 habitants.
Forma part del cantó de Goussainville, del districte de Sarcelles i de la Comunitat d'aglomeració Roissy Pays de France.

## Situació
Vémars és la població més oriental del departament, i se situa al límit amb els departaments de l'Oise i Sena i Marne. Limita amb Saint-Witz, Plailly, Moussy-le-Neuf, Mauregard, Épiais-lès-Louvres, Chennevières-lès-Louvres i Villeron.
Es troba a la plana de França, uns 30 km al nord de París i a una desena de quilòmetres de l'aeroport Charles de Gaulle.

## Administració
Survilliers forma part del cantó de Gonesse, que al seu torn forma part de l'arrondissement de Sarcelles. L'alcalde de la ciutat és Frédéric Didier (2001-2008).

## Història
És possible que el nom Vémars provingui dels mots llatins vetus (vell) i mansum (masia); vella masia.
El descobriment de restes d'habitants del Neolític i de cases gal·les demostra la presència humana al territori ja a la prehistòria.
Primer es construí un castell a Champfourcy, i aleshores el poblet d'"Avermart" començà a implantar-se a la vall propera al segle xi.
Al segle xii, Vémars depenia de l'arquebisbe de París i del degà de Montmorency. Al segle xiii, pertanyia a Jean de Vémars i després a Pierre de Vémars; el 1580, la senyoria passà a Louis de Crocq, escuder.
Més endavant, passà a ser propietat de Jean de Saint-Roman, i al segle xviii pertanyé al comte de la Torre d'Alvèrnia fins a la revolució francesa.